# Riu Reatillo
El riu Reatillo o riu Sot és un riu de l'interior del País Valencià. Es tracta d'un afluent del Túria per la dreta que naix a la serra del Negrete, prop de Benaixeve (Serrans); descendeix fins a la vall de Xera (Plana d'Utiel) i l'embassament de Buseo. En aquest primer tram és conegut amb el nom del Reatillo. Aigües avall del pantà, concretament en el paratge de Las Fuentes, a Sot de Xera (Serrans), se'l coneix com a riu Sot. Desemboca al Túria prop del balneari de Fuencaliente (Xulella).
El riu creua de sud-oest a nord-est el Parc Natural de Xera-Sot de Xera. De curs regular i emmarcat en un sistema rocós, el seu recorregut pel terme municipal de Sot de Xera, a pocs metres d'aquest, dibuixa bells paisatges com els coneguts amb els noms de La Canal, Las Toscas o el toll Gruñidor. Aquest últim és, en realitat, un recés d'aigua situat als peus de la mateixa població i és utilitzat com a zona de bany amb l'arribada del bon temps.